# Behind the Laughter
«Behind the Laughter» (с англ. — «Обратная сторона смеха») — заключительная двадцать вторая серия одиннадцатого сезона мультсериала «Симпсоны». Премьерный показ состоялся 21 мая 2000 года. Серия не является «канонической» и представляет собой пародийное клип-шоу, в котором Симпсоны являются гостями телепередачи и рассказывают о своей «карьере» на телевидении. В качестве «гостей студии» выступают Нед Фландерс, доктор Хибберт, Абрахам Симпсон и другие жители Спрингфилда.

## Сюжет
Вначале зрителям рассказывают о том, как Гомер Симпсон по совету Мардж снял пятиминутное домашнее видеошоу, поскольку был недоволен аналогичными телепрограммами. Он пытался пристроить свою серию на какой-нибудь телеканал, но безуспешно. Ему помогла Мардж, задействовав свои связи — её парикмахер по совместительству был президентом телекомпании Fox. Канал заказал Симпсонам 13 серий, которые были восторженно встречены публикой. Таким образом Симпсоны стали популярными.
Благодаря успеху своего семейного шоу Симпсоны разбогатели и буквально купались в деньгах. Они стали известными и знаменитыми.
Неожиданным богатством Симпсоны не смогли распорядиться должным образом. Мардж начала вкладывать деньги в бессмысленные бизнес-проекты, Гомер после съёмок в серии «Bart the Daredevil» пристрастился к обезболивающим таблеткам (которые он вынужден был принимать во время лечения травм, полученных в этой серии), кроме того у шоу постоянно увеличивался «актёрский состав». Стремясь сэкономить, Симпсоны стали утаивать часть доходов и это не осталось незамеченным налоговыми службами(их сдал Апу, но никто не смог догадаться). Прибыли значительно упали и отношения внутри семьи становились всё напряжённее.
На выступлении на ярмарке в Айове Симпсоны прямо на сцене переругались друг с другом. После этого они перестали разговаривать друг с другом и телеканал Fox был вынужден снять шоу с эфира. Каждый из Симпсонов стал искать свои способы заработать: Гомер пробует себя в качестве актёра театра, Барт заменил Лоренцо Ламаса в телесериале «Ренегат», Мардж открыла ночной клуб, а Лиза выпустила книгу «Где мои гонорары?», в которой она разоблачает семейные тайны.
Примирить Симпсонов решает доктор Хибберт. Он попросил о помощи своего знакомого Вилли Нельсона. Тот подстраивает награждение Симпсонов престижной кинопремией, но каждого по отдельности. О том, что каждый из них должен получить по премии, Симпсоны к своему удивлению узнают только во время церемонии награждения. Вилли Нельсон и весь зал призывают Симпсонов помириться и они мирятся.
Телеканал «Fox» возвращает в эфир семейное шоу Симпсонов.

## Признание
Серия получила премию Эмми в номинации «Лучшая анимационная программа продолжительностью менее одного часа».
Калифорнийский университет в Беркли использовал эту серию в качестве учебного пособия по социологии.